# François-Marie Geronimi
François-Marie Geronimi (ur. 20 marca 1911 w Morosaglia, zm. 26 lutego 2004) – francuski polityk i samorządowiec, od 1980 do 1984 poseł do Parlamentu Europejskiego I kadencji.

## Życiorys
Z zawodu lekarz. Zaangażował się w działalność polityczną w ramach Narodowego Centrum Niezależnych i Chłopów oraz Zgromadzenia na rzecz Republiki. Był merem Calacuccii oraz radnym regionu Korsyka. W październiku 1980 uzyskał mandat posła do Parlamentu Europejskiego w miejsce Nicole Chouraqui. Przystąpił do Europejskich Progresywnych Demokratów, należał m.in. do Komisji ds. Młodzieży, Kultury, Edukacji, Informacji i Sportu.